# Мегало Ливади
Мегало Ливади је мало, ненасељено острво које припада крајње западној групи Додеканеза (Западни Мали Додеканез). Непосредно ка југу налази се Микро Ливади, ка истоку је нешто удаљенији Кинарос, а ка западу је удаљени Аморгос из састава Киклада.